# Escuela Táctica del Cuerpo Aéreo (ACTS)
La Escuela Táctica del Cuerpo Aéreo, también conocida como ACTS o " Escuela Táctica ", fue una escuela de desarrollo profesional militar para oficiales del Servicio Aéreo del Ejército de los Estados Unidos y el Cuerpo Aéreo del Ejército de los Estados Unidos, y la primera escuela de este tipo en el mundo. Creada en 1920 en Langley Field, Virginia, para luego ser trasladada a Maxwell Field, Alabama, en julio de 1931. La instrucción en la escuela se suspendió en 1940, anticipándose a la entrada de los Estados Unidos en la Segunda Guerra Mundial, y la escuela se disolvió poco después. ACTS fue reemplazada en noviembre de 1942 por la Escuela de Tácticas Aplicadas de la Fuerza Aérea del Ejército .
Además de la formación de oficiales en más de 20 áreas de educación militar, la escuela se convirtió en el centro de desarrollo de doctrina del Cuerpo Aéreo y en una escuela preparatoria para los oficiales que aspirasen a asistir a la Escuela de Comando y Estado Mayor del Ejército de Estados Unidos. El lema de la Escuela Táctica del Cuerpo Aéreo era Proficimus More Irretenti - "Progresamos sin obstáculos por la costumbre".
La Escuela Táctica del Cuerpo Aéreo se destacó como el lugar de nacimiento de la doctrina de las Fuerzas Aéreas del Ejército sobre el bombardeo de precisión diurno, que proponía los ataques aéreos diurnos contra infraestructura industrial específica como principal objetivo, mediante el uso de bombarderos de largo alcance fuertemente armados con el objetivo de derrotar a una nación enemiga independientemente del daño ocasionado a su ejército o armada. La Escuela Táctica, al formular la doctrina, rechazó la idea de atacar a civiles.
Cuatro ex instructores de la escuela, el núcleo de un grupo conocido como " Bomber Mafia ", se agruparon en la División de Planes de Guerra Aérea para producir los dos planes ganadores de la guerra, AWPD-1 y AWPD-42, basados en la doctrina de bombardeo diurno de precisión que guio la expansión y el despliegue de las Fuerzas Aéreas del Ejército durante la guerra.
En un sentido más amplio, la doctrina del bombardeo estratégico, adaptada por factores encontrados durante el combate, también fue la base para la separación final de la Fuerza Aérea del Ejército como un servicio militar independiente e igual a los demás servicios. En 1946, la AAF creó la Universidad del Aire para continuar con el trabajo y las tradiciones de ACTS.

## Antecedentes
Al términos de la Primera Guerra Mundial, el papel principal del Servicio Aéreo continuó siendo el de observación. Sin embargo, las operaciones de combate aéreo y bombardeo limitado indicaron a los veteranos del Servicio Aéreo, liderados por el general Billy Mitchell, que el servicio debería estar separado del Ejército o al menos debería estar centralizado bajo un comandante del Servicio Aéreo con algunas misiones independientes del apoyo directo de las tropas. Al reorganizar el Ejército de la posguerra, la Ley de Reorganización de las Fuerzas Armadas de 1920 (41 Stat. 759) rechazó estas ideas pero estableció el Servicio Aéreo como una entidad estatutaria (anteriormente había existido solo por orden ejecutiva) y le asignó el estatus de "brazo combatiente de la línea".
Siguiendo el precedente de las otras armas de combate, el Servicio Aéreo empezó a planificar su propia escuela de servicio. Una "Escuela de Aplicación del Servicio Aéreo" para capacitación técnica en ingeniería aeronáutica, similar a la Escuela de Aplicación de Artillería en Sandy Hook, Nueva Jersey, se estableció en McCook Field y comenzó su primera clase el 10 de noviembre de 1919. comandante general Charles Menoher, Director del Servicio Aéreo, escribió al Departamento de Guerra en octubre de 1919 para obtener permiso para establecer una escuela táctica en Langley Field, Virginia, para capacitar a los oficiales de grado de campo en la operación y tácticas del Servicio Aéreo como un requisito para el mando superior o el personal. trabajar.
El 25 de febrero de 1920, el Departamento de Guerra autorizó al Servicio Aéreo el establecimiento de sus escuelas de servicio. Además de seis escuelas de formación de pilotos y pilotos avanzados, y dos escuelas de formación técnica, se planeó una Escuela de Servicio Aéreo, proponiendo realizar cursos para personal alistado como observadores de globos, mecánica de globos y fotografía aérea, pero su plato principal sería el Curso de Oficiales de Campo.

## Campo Langley, 1920–1931

### Escuela de Oficiales de Campo del Servicio Aéreo
El Mayor Thomas DeWitt Milling fue asignado como oficial a cargo del Curso de Oficiales de Campo en la nueva escuela y enviado a Langley en julio de 1920 para establecerlo. La Orden General del Departamento de Guerra N.º 18 autorizó la escuela el 14 de agosto de 1920. Los cursos de globos se dividieron en una escuela separada en un área diferente de Langley y la Escuela del Servicio Aéreo pasó a llamarse Escuela de Oficiales de Campo del Servicio Aéreo el 10 de febrero de 1921, después de su función principal. El Servicio Aéreo envió a 17 oficiales a Langley, ocho como estudiantes y nueve como instructores, aunque varios oficiales intercambiaron roles y algunos instructores también eran estudiantes.
La clase 1920-1921 se abrió el 1 de noviembre de 1920 y, aunque estaba programada para durar nueve meses, concluyó en mayo cuando tanto los estudiantes como los instructores fueron asignados a la 1.ª Brigada Aérea Provisional, como parte del bombardeo experimental de buques de guerra capturados por el Servicio Aéreo. y la Marina de los Estados Unidos . 11 oficiales, incluidos cuatro instructores, se graduaron del primer curso. La segunda clase, que comenzó en octubre de 1921, se dedicó a la capacitación adicional de instructores, la creación de un sistema administrativo sólido y el desarrollo de un plan de estudios completo.
Para las primeras dos clases y a pesar del objetivo de la escuela, solo seis de los primeros 23 alumnos graduados eran oficiales de campo. Una junta que revisó todas las escuelas de servicio del Ejército de los Estados Unidos observó que la Escuela de Oficiales de Campo tenía una carga de cursos que en otras ramas del Ejército estaba distribuida entre varias escuelas. Debido a que todas las demás escuelas del Servicio Aéreo eran de naturaleza técnica, la junta recomendó que la escuela se abriera a todos los oficiales del servicio aéreo, independientemente de su rango. En consecuencia, las regulaciones del Ejército cambiaron el nombre de la escuela por el de Escuela Táctica del Servicio Aéreo el 8 de noviembre de 1922. Con la aprobación de la Ley del Cuerpo Aéreo de 1926, la escuela volvió a cambiar su nombre y se convirtió en Escuela Táctica del Cuerpo Aéreo el 2 de julio de 1926.
Mientras estuvo ubicada en Langley, el ACTS sufrió una escasez crónica de instructores, causada por la falta de una política adecuada dentro del Ejército para llenar las vacantes a pesar de una rápida rotación de personal en los primeros tres años. Los administradores escolares se vieron obligados a actuar como instructores. La situación mejoró un poco en agosto de 1924 cuando el Jefe del Servicio Aéreo autorizó el servicio extendido para los instructores, la mayoría de los cuales luego sirvieron en giras de cuatro años en la facultad, con una superposición entre el personal entrante y saliente. Entre 1925 y 1929, el número de instructores se duplicó gradualmente a 16, pero incluso ese número resultó insuficiente para investigar la vasta colección de literatura de aviación que la biblioteca de la escuela recopilaba para establecer la doctrina.
A pesar de las recomendaciones de la escuela en sentido contrario, el tamaño de la clase aumentó gradualmente, llegando a 40 estudiantes en 1931. El primer estudiante de una rama que no sea el Servicio Aéreo (un oficial de infantería ) asistió a ASTS en 1923-1924. Esto se convirtió en estándar cuando la clase de 1926-1927 tenía cinco oficiales que representaban a las otras ramas de combate del Ejército de los Estados Unidos y tres del Cuerpo de Marines de los Estados Unidos asignados como estudiantes.
La escuela también tuvo inconvenientes para su adecuado funcionamiento debido a la falta de instalaciones permanentes, especialmente en las dependencias, y al no contar con un edificio académico permanente. Cuando el programa de expansión de cinco años descrito en la Ley del Cuerpo Aéreo de 1926 no logró abordar estos problemas, y la creación de nuevas unidades en Langley interrumpió el funcionamiento del curso práctico de vuelo, el Servicio Aéreo comenzó a buscar una nueva ubicación para la Escuela Táctica. .
La promoción de 1930-1931 fue la última en Langley. En sus once años en Langley, en la Escuela Táctica se graduaron 221 estudiantes.

### Plan de estudios de la escuela táctica
El plan de estudios fue estandarizado en 1922 por la junta del Ejército encargada de preparar "programas de instrucción" para todas las escuelas del Ejército. 1.345 horas de instrucción en 20 materias, impartidas durante un período de nueve meses que comenzó el 1 de septiembre de cada año escolar o alrededor de esa fecha, incluyeron aproximadamente 900 horas de táctica, incluidas las de otros servicios y tácticas de armas combinadas, aunque más de la mitad (480 horas ) se dedicaron a las tácticas aéreas en la aviación de observación, bombardeo, persecución y ataque. Aproximadamente 290 horas involucraron temas técnicos, incluyendo ingeniería aeronáutica, armamento y artillería, navegación, meteorología y fotografía, y 150 a estudios administrativos, que abarcan deberes del personal, órdenes de combate, organización del ejército, derecho militar y internacional, suministros y cursos de equitación . y gestión estable.

## Campo Maxwell, 1931-1940

### Reubicación

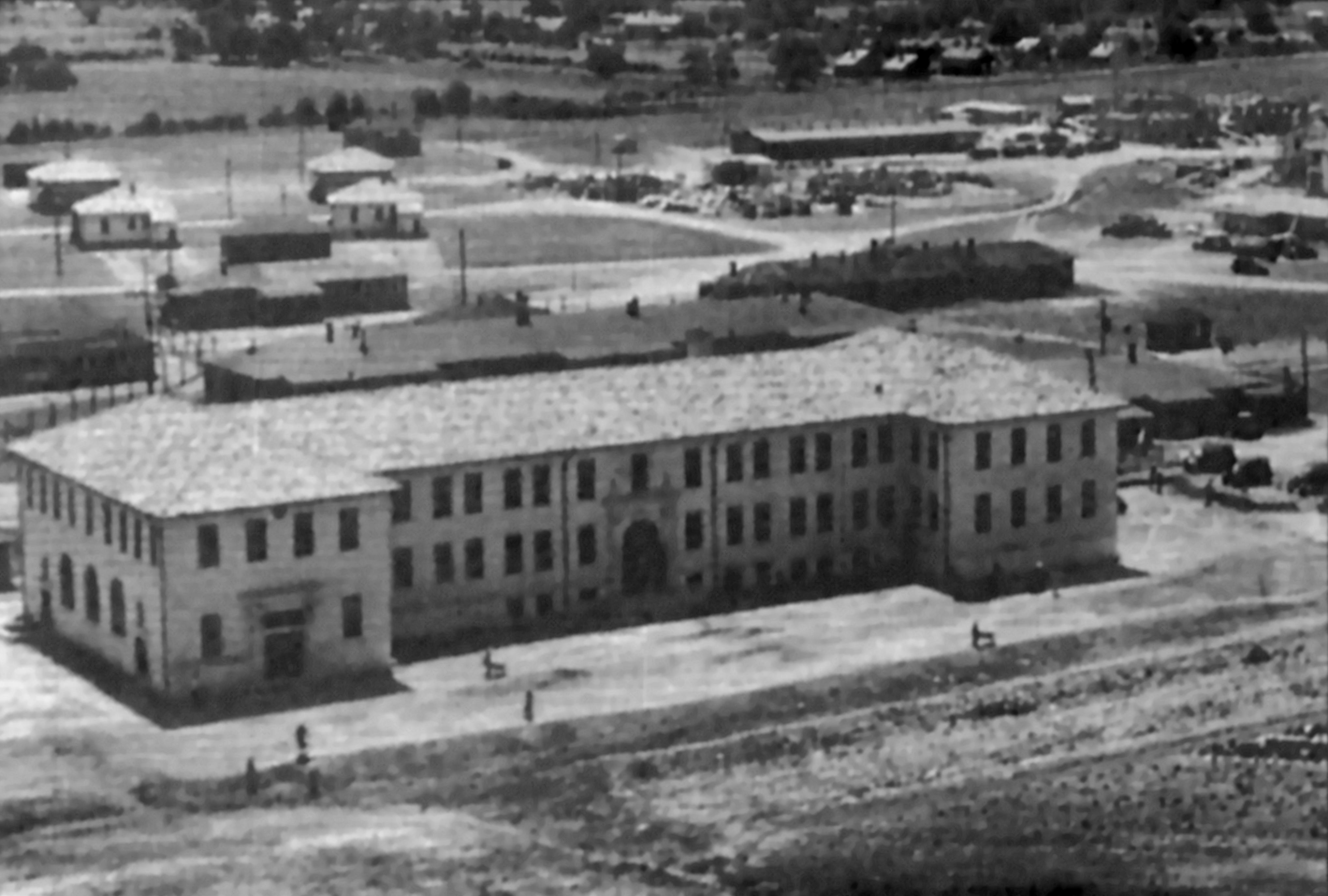
Austin Hall, Escuela Táctica del Cuerpo Aéreo

El problema de las instalaciones en Langley no fue resuelto por lo que el personal rechazó una propuesta de reubicación a Staten Island por no contar con un buen clima para poder volar durante todo el año, por las restricciones urbanas para volar y por falta de instalaciones de apoyo. Otras ubicaciones como Bolling Field, Washington D. C.; Richmond, Virginia ; San Antonio, Texas; Fuerte Riley, Kansas ; y otra área de Langley Field fueron estudiadas antes de elegir Maxwell Field, un depósito en Montgomery, Alabama, como el sitio para la escuela.
Se desarrollaron planes para desarrollar un campus que pudiera albergar una escuela táctica de 75 estudiantes, una escuela de oficiales de escuadrón de 50 estudiantes de oficiales subalternos y un grupo de vuelo de demostración escolar de cuatro escuadrones. 
En julio de 1929, el Congreso asignó casi 700.000 dólares para la construcción de nuevos edificios, incluyendo el edificio 800-Austin Hall para albergar la Escuela Táctica, y 200.000 dólares para comprar un terreno en el que se construyeran las nuevas dependencias para los oficiales. Los retrasos en la construcción provocaron dos aplazamientos de la reubicación hasta junio de 1931, cuando se completó Austin Hall. El 15 de julio de 1931, la escuela completó su traslado, aunque las dependencias para oficiales no se iniciaron hasta 1932. Los arquitectos encargados por el Cuerpo de Intendencia diseñaron 99 residencias para oficiales en un estilo elegante que consideraron "provenzal francés" y las ubicaron en un entorno de vecindario que se convirtió en "el lugar de exhibición del Cuerpo Aéreo". El programa de construcción de Maxwell continuó hasta 1938, financiado principalmente por la WPA y la PWA . También se instaló un campo de tiro y bombardeo cerca de Valparaíso, Florida, para uso de la Escuela Táctica.

### Curso reestructurado

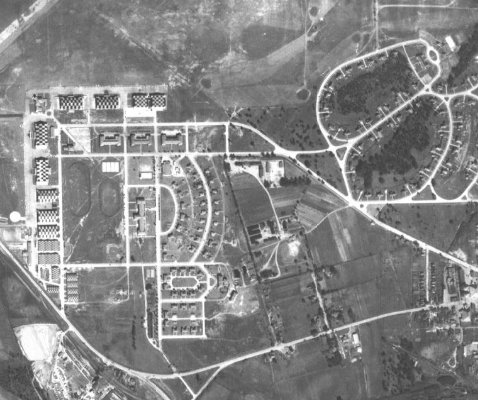
Vista aérea de Maxwell Field en 1937

En 1934, Curry, entonces comandante de ACTS, reorganizó la estructura académica de la escuela según líneas funcionales en tres departamentos principales: táctica aérea, táctica terrestre e instrucción básica y especial. Volar era un cuarto departamento. Las secciones "Fuerza Aérea", "Ataque", "Bombardeo", "Persecución" y "Observación" se ubicaron dentro del Departamento de Tácticas Aéreas. Al año siguiente, estos departamentos se convirtieron en el Departamento de Estrategia y Táctica Aérea, el Departamento de Táctica Terrestre y el Departamento de Comando, Estado Mayor y Logística.

### Curso corto
El tamaño limitado de las clases en la Escuela Táctica llevó al Cuerpo Aéreo en 1938 a estudiar la viabilidad de utilizar una serie de cursos más cortos para permitir la asistencia de un mayor número de oficiales. El estudio concluyó que un número significativo de personal y oficiales de mando potenciales no había asistido a la escuela y estaba creciendo anualmente. Recomendó que el curso de nueve meses se suspendiera durante un año y se programaran cuatro cursos de 12 semanas, cada uno con 100 estudiantes, todos ellos provenientes del grupo de futuros funcionarios superiores.
El plan tenía el inconveniente de limitar la cantidad de detalles a los que los estudiantes podían estar expuestos y requeriría una reconstrucción del personal y del plan de estudios cuando se restableciera el curso largo. Sin embargo, el plan de estudios cambió de 712 horas académicas a 298. Los cursos cortos comenzaron el 1 de junio de 1939 y continuaron durante el año siguiente.

## Teoría y doctrina

### Ascendencia de la teoría del bombardeo
Durante sus primeros años, la Escuela Táctica propuso que la aviación de persecución era la más importante de las operaciones aéreas, resumida en el texto de clase de 1925-1926 Empleo de la Fuerza Aérea Combinada que comparaba la importancia de la persecución para el Servicio Aéreo con la de la infantería para el Ejército. Sin embargo, en 1926 la Escuela Táctica modificó este principio al afirmar que el poder aéreo puede ser usado para atacar puntos vitales en lo dentro del territorio enemigo en vez de limitarse a atacar solo las fuerzas militares durante una guerra de desgaste. En 1931, la Escuela Táctica enseñaba que "un ataque aéreo decidido, una vez lanzado, es muy difícil, si no imposible, de detener". Este cambio de énfasis de la persecución al bombardeo fue el resultado de dos factores: las teorías de la guerra aérea de la época y el estado de la tecnología de la aviación.
Los proponentes de esta doctrina eran oficiales subalternos relativamente jóvenes, casi todos ellos ex reservistas comisionados durante y después de la Primera Guerra Mundial. Consideraban la guerra en abstracto, admitían (e incluso se disculpaban por) no poder ofrecer pruebas concluyentes de sus teorías. pero creían firmemente que el dominio del poder aéreo estaba por llegar en el futuro, cuando se hubieran superado las limitaciones tecnológicas existentes. Nueve defensores clave, todos ellos instruidos en la Escuela Táctica, llegaron a ser conocidos como la " Mafia de los Bombarderos ". El líder no oficial del grupo era el jefe de la sección de bombardeo y más tarde el director del Departamento de Táctica y Estrategia Aérea, el mayor Harold L. George .
Aunque probada sólo en condiciones óptimas, la doctrina (originalmente conocida como la " teoría de la red industrial ") se convirtió en la principal estrategia de poder aéreo de los Estados Unidos en la planificación de la Segunda Guerra Mundial. Cuatro ex instructores de la escuela, el núcleo de la "Bomber Mafia", produjeron los dos planes de guerra de poder aéreo (AWPD-1 y AWPD-42) que guiaron la expansión y el despliegue de las Fuerzas Aéreas del Ejército en tiempos de guerra.

## Cierre de escuelas y legado
Antes de que comenzaran los cursos cortos, el presidente Franklin D. Roosevelt pidió una expansión del Cuerpo Aéreo en enero de 1939. La necesidad de funcionarios experimentados para supervisar la expansión llevó a planes para reducir el tamaño de la facultad y las clases de cursos largos como un compromiso para mantener la escuela en funcionamiento. Seis de los 24 instructores del Cuerpo Aéreo volverían a sus funciones habituales y el tamaño de las clases se reduciría de 60 a 20 estudiantes. Sin embargo, la Segunda Guerra Mundial en Europa comenzó el 1 de septiembre de 1939, antes de que se pudieran implementar las reducciones de personal y clases. El Cuerpo Aéreo permitió que se terminaran los cursos cortos, pero suspendió toda instrucción el 30 de junio de 1940. La Escuela Táctica se redujo a una plantilla provisional de siete oficiales, incluidos dos bibliotecarios.
La función de la escuela de servicio superior se abandonó durante la Segunda Guerra Mundial a favor del desarrollo de un centro táctico real, responsable de la enseñanza masiva de todos los aspectos de la guerra aérea a oficiales inexpertos que se convertirían en comandantes de unidades recién creadas. Aunque los comandantes de ACTS habían presionado durante toda su existencia para que la Escuela Táctica sirviera como núcleo de dicho centro, en cambio se convirtió en la función de una nueva escuela, la Escuela de Tácticas Aplicadas de la Fuerza Aérea del Ejército, activada el 27 de octubre de 1942, en Orlando. Florida, tanto para la formación de cuadros de unidades como para el desarrollo continuo de la doctrina táctica.
Las experiencias durante la Segunda Guerra Mundial, impulsaron la educación profesional de los comandantes aéreos, como ocurrió después de la Primera Guerra Mundial, pero en una escala mucho mayor. La expectativa de convertirse en un servicio separado del Ejército resultó en la planificación de un sistema educativo para todo el servicio, cuyo núcleo sería la Universidad del Aire . Establecida en 1946, la AU coordinó toda la educación profesional de los oficiales de la Fuerza Aérea y "fue heredera del propósito y la tradición de la antigua Escuela Táctica".

## Comandantes escolares
- comandante Thomas D. Milling, 1920-1924 (asistente del comandante, escuela dirigida)
- comandante Óscar Westover, 1924-1926
- Teniente Coronel. Clarence C. Culver, 1926-1929
- Teniente Coronel. Jacob WS Wuest, 1929–1930
- Teniente Coronel. Roy C. Kirtland, 1930-1931
- Columna. John F. Curry, 1931-1935
- Columna. Arthur G. Fisher, 1935-5 de marzo de 1937
- Bergantín. Gen. Henry Conger Pratt, 14 de marzo de 1937 - 19 de septiembre de 1938
- Columna. Albert L. Sneed (en funciones), 19 de septiembre - 21 de noviembre de 1938
- Columna. Millard F. Harmon, 22 de noviembre de 1938 al 31 de marzo de 1939
- Columna. Walter R. Weaver, 1 de abril de 1939 - 30 de junio de 1940

Sin estudiantes :
- Bergantín. Gen. Walter R. Weaver, 1 de julio - 7 de agosto de 1940
- Columna. Edgar P. Sorenson, 8 de agosto de 1940-16 de julio de 1941
- Columna. David S. Seaton, 17 de julio - 19 de agosto de 1941
- Columna. William D. Bowling, 20 de agosto - 2 de noviembre de 1941
- Columna. Elmer J. Bowling, 3 de noviembre de 1941 - 5 de enero de 1942
- Columna. John A. Greene, 6 de enero - 30 de junio de 1942